# Tour de Pologne 1956
13. edycja wyścigu kolarskiego Tour de Pologne odbyła się w dniach 8–16 września 1956. Rywalizację rozpoczęło 107 kolarzy, a ukończyło 76. Łączna długość wyścigu – 1220,5 km.
Pierwsze miejsce w klasyfikacji generalnej zajął po raz trzeci z kolei Marian Więckowski (CWKS I), drugie Stanisław Bugalski (CWKS I), a trzecie Wiesław Podobas (CWKS I). 
Wyścig po raz pierwszy w historii jej rozgrywania omijał Warszawę, rozegrany został na krótszej niż zwykle trasie, składał się tylko z ośmiu etapów (zdecydowanie nizinnych). Na starcie stanęła rekordowa liczba zawodników (po raz pierwszy powyżej stu), startowali prawie wszyscy najlepsi zawodnicy krajowi plus cztery drużyny zagraniczne (Dania, Węgry, Jugosławia, NRD). Sędzią głównym był Feliks Gołębiowski.

## Etapy
| Etap      | Data        | Start - meta         | Długość (km)              | Zwycięzca etapu    | Lider              |
| I etap    | 8 września  | Rzeszów – Kraków     | 158                       | Günther Grünwald   | Günther Grünwald   |
| II etap   | 9 września  | Kraków – Opole       | 163                       | Stanisław Bedyński | Stanisław Bedyński |
| III etap  | 10 września | Opole – Jelenia Góra | 208                       | Stanisław Bugalski | Marian Więckowski  |
| IV etap   | 11 września | Jelenia Góra – Żary  | 125                       | Janusz Paradowski  | Marian Więckowski  |
| V etap    | 12 września | Żary – Poznań        | 174                       | Mieczysław Ulik    | Marian Więckowski  |
| VI etap   | 14 września | Poznań – Bydgoszcz   | 137                       | Stanisław Królak   | Marian Więckowski  |
| VII etap  | 15 września | Bydgoszcz – Toruń    | 39,5 (jazda ind. na czas) | Stanisław Bedyński | Marian Więckowski  |
| VIII etap | 16 września | Toruń – Gdynia       | 216                       | Stanisław Bugalski | Marian Więckowski  |

## Końcowa klasyfikacja generalna

### Klasyfikacja indywidualna
| Poz. | Zawodnik           | Kraj   | Zespół    | Czas (średnia km/h)       |
| ---- | ------------------ | ------ | --------- | ------------------------- |
| 1.   | Marian Więckowski  | Polska | CWKS I    | 33h 08' 26" (36,828 km/h) |
| 2.   | Stanisław Bugalski | Polska | CWKS I    | +01' 29"                  |
| 3.   | Wiesław Podobas    | Polska | CWKS I    | +14' 32"                  |
| 4.   | Mieczysław Ulik    | Polska | CWKS III  | +14' 32"                  |
| 5.   | Eligiusz Grabowski | Polska | Gwardia I | +17' 14"                  |
| 6.   | Günther Grünwald   | NRD    | NRD       | +19' 03"                  |
| 7.   | Peter Grabo        | NRD    | NRD       | +20' 21"                  |
| 8.   | Stanisław Bedyński | Polska | CWKS III  | +20' 39"                  |
| 9.   | Wacław Wrzesiński  | Polska | CRZZ      | +28' 48"                  |
| 10.  | Stanisław Królak   | Polska | CWKS I    | +31' 42"                  |

### Klasyfikacja drużynowa
| 1. | CWKS I    | 99h 41' 47" |
| 2. | CWKS III  | +36' 35"    |
| 3. | NRD       | +45' 07"    |
| 4. | Gwardia I | +1h 12' 40" |
| 5. | CWKS II   | +1h 12' 55" |